# Сім (Челябінська область)
Сім (рос. Сим) — місто (з 1942) в Росії, міське поселення у складі Ашинського муніципального району Челябінської області. До 1928 року селище мало назву Сімський Завод.
Населення — 13 542 осіб (2015).

## Географія
Місто розташоване на річці Сім, за 27 км від районного центру Аши, за 290 км від Челябінська, за 9 км від залізничної станції Сімська (на історичному напрямку Транссибу).

## Історія
На початку XVIII століття в Росії в ході Північної війни необхідність в озброєнні російської армії сподвигла будівництво нових металургійних заводів, у тому числі в Пермській і Оренбурзької губерніях.
Вже 18 лютого 1763 Оренбурзьке гірське начальство рапортувало в Берг-Колегію про початок роботи заводів колезьких асесорів Твердишева і Мясникова — Юрюзанского та Сімського, які почали перековувати чавун, що виплавляється в Катав-Івановську. Там же у 1763 р утворене велика російське село. Сімський завод був одним з багатьох заводів, заснованих на Уралі в період участі Росії в Семирічній війні, війнах з Туреччиною.
16 березня 1759 року Берг-колегія винесла ухвалу про дозвіл заводчикам побудувати завод на річці Сім, а в 1761 році завод став вже видавати продукцію. Тоді ж при заводі виникло і поселення. У 1773 році на заводі працювало понад 900 приписних селян.
23 травня 1774 році, під час Селянської війни 1773—1775 років, загін башкир-повстанців на чолі з Пугачевським полковником Салават Юлаєв і його батьком Юлаем Азналіним напав на Сімський завод. Було вбито близько 60 заводських служителів, робітних людей і селян. Завод, фабрика з греблею, церква і заводське селище були спалені. Напад на Сімський завод відбувся через те, що землі, на яких його побудували, 15 роками раніше були відчужені у родини нападаючих башкир.
30 травня 1774 року була відкрита нова церква Сімского заводу, побудована замість спаленої. До вересня 1777 року був відновлений завод. Працювали на ньому в основному кріпаки заводовласників.
В 1898 році за 9 км від Сіма була прокладена залізниця Самара — Златоуст. Це різко відбилося на економіці заводу і поселення. Від Сіма до станції Сімської була побудована кінна вузькоколійна залізнична гілка.

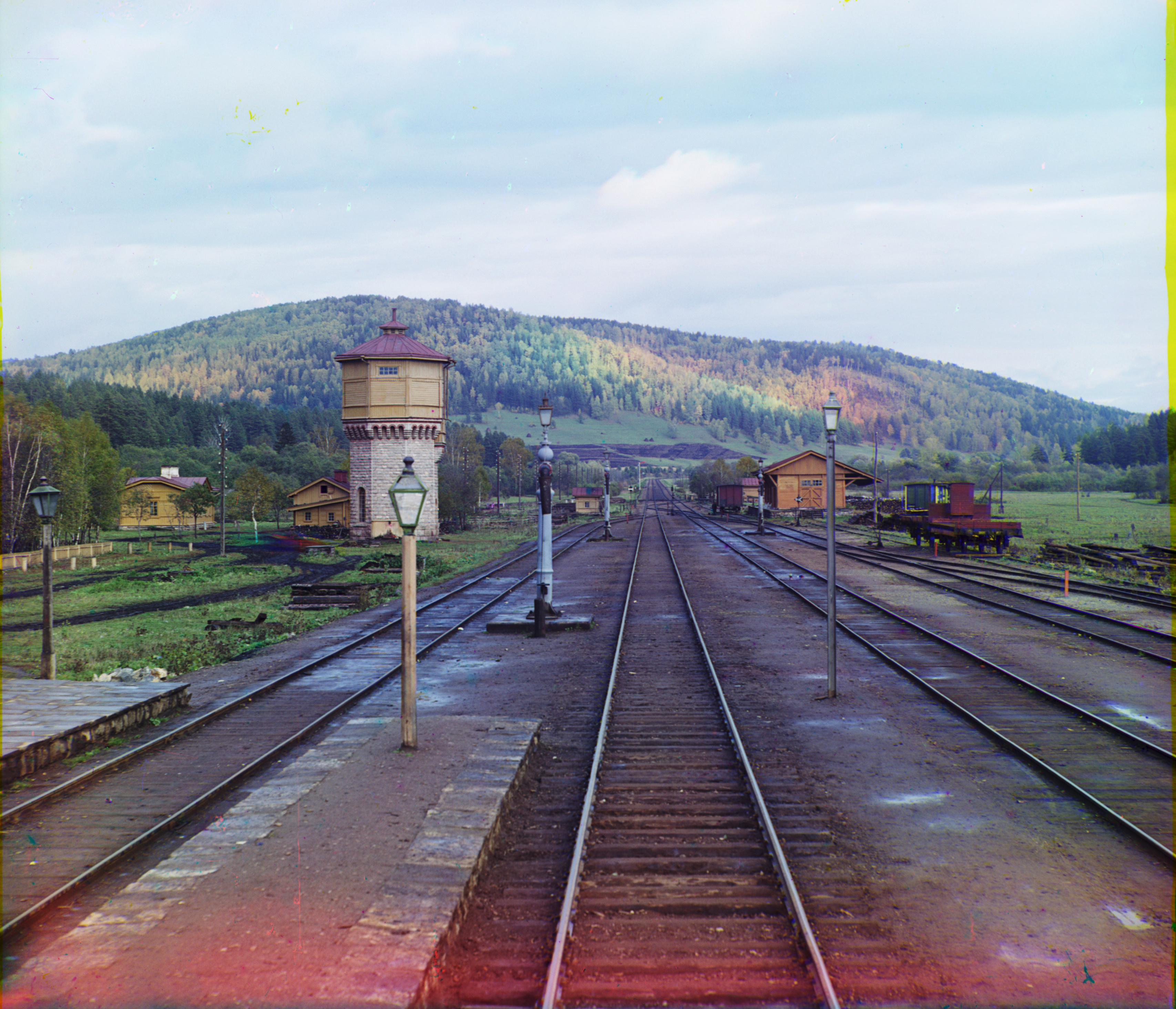
С. М. Прокудін-Горський. Станція Сімская Самаро-залізниці (1 910)

В 1914 заводи перейшли на виробництво предметів озброєння. 8 грудня 1917 року, після Жовтневої революції, Сімські заводи були націоналізовані радянською владою.
В 1935 році завод з відання Уралсельмаша перейшов у відання міністерства обозостроенія і перейменований в Сімський обозний завод. Основною продукцією заводу аж до 1941 року залишалися парокінні ходи, санітарні та кулеметні двоколки, кузова для автомашин, похідні кухні, автопричепи.

## Населення
| 1931    | 1959    | 1967    | 1970    | 1979    | 1989    | 1992    |
| ------- | ------- | ------- | ------- | ------- | ------- | ------- |
| 6600    | ↗13 897 | ↗19 000 | ↘18 929 | ↗21 329 | ↘20 164 | ↗20 200 |
| 1996    | 1998    | 2000    | 2001    | 2002    | 2003    | 2005    |
| ↘18 600 | ↘18 200 | ↘17 900 | ↘17 600 | ↘16 377 | ↗16 400 | ↘15 900 |
| 2006    | 2007    | 2008    | 2009    | 2010    | 2011    | 2012    |
| ↘15 600 | ↘15 500 | ↘15 400 | ↘15 250 | ↘14 466 | ↘14 429 | ↘14 229 |
| 2013    | 2014    | 2015    | 2016    | 2017    |         |         |
| ↘13 969 | ↘13 672 | ↘13 542 | ↘13 365 | ↘13 170 |         |         |

## Люди, пов'язані з містом
Сім (тоді Сімський Завод) — батьківщина відомого фізика Ігоря Курчатова, одного з творців атомної бомби.